# وحید پیمان
وحید پیمان روزنامه‌نگار افغانستان، سردبیر اسبق روزنامه ۸صبح چاپ کابل، رئیس پیشین شورای مشورتی شهرداری هرات (شورای شهر) است. او در سال ۱۳۸۳ خورشیدی به عنوان برترین روزنامه‌نگار سال افغانستان شناخته شد. در سال ۲۰۱۴ میلادی تندیس برترین خبرنگار جوان افغانستان را از سوی مرکز انکشاف مهارت‌ها (مام) به دست آورد. در سال ۲۰۱۶ میلادی جایزه خبرنگار فعال در شبکه‌های اجتماعی را از سوی انستیتوت مطالعات رسانه‌ای افغانستان گرفت. در سال ۱۳۹۹ نیز مجلس نمایندگان افغانستان به پاس اطلاع‌رسانی‌های او و روزنامه ۸صبح در عرصه مبارزه با کرونا ویروس به او تندیس داد.
او پس سقوط کابل در ۱۵ اکتبر ۲۰۲۱، افغانستان را ترک کرد و اکنون در شهر هامبورگ آلمان زندگی می‌کند.

## زندگی‌نامه
وحید پیمان فرزند سید فضل احمد پیمان، شاعر معروف و قاضی برجسته افغانستان، است. او در سال ۱۳۶۳ خورشیدی (۱۹۸۴ میلادی) در شهر هرات متولد شد. پدرش، سید فضل احمد پیمان، از شاعران برجسته افغانستان و رئیس سابق دادستانی ولایت هرات بود. خانواده پیمان از خاندان شناخته‌شده سادات هرات به‌شمار می‌روند.

### دوران کودکی و تحصیلات ابتدایی
وحید پیمان دوران کودکی خود را در هرات سپری کرد. با شروع جنگ داخلی در افغانستان، خانواده‌اش مجبور به مهاجرت به ولایت بادغیس شدند. او دوران ابتدایی خود را در این ولایت گذراند. با روی کار آمدن طالبان، خانواده او دوباره به ایران مهاجرت کردند و وحید دوران تحصیلات متوسطه خود را در ایران ادامه داد. در این دوران، او به مطالعه روزنامه‌ها و کتاب‌های مرتبط با سیاست و تاریخ علاقه‌مند شد.

### بازگشت به افغانستان و تحصیلات عالی
پس از سقوط طالبان در سال ۲۰۰۱، خانواده پیمان به افغانستان بازگشتند. وحید پیمان تحصیلات خود را در هرات ادامه داد و پس از اخذ دیپلم، وارد در هرات شد. او در رشته حقوق و علوم سیاسی تحصیل کرد و مدرک کارشناسی خود را با تمرکز بر روابط بین‌الملل دریافت کرد. علاقه او به مسائل اجتماعی و حقوق بشر، زمینه‌ساز فعالیت‌های گسترده او در این حوزه شد.

### دوران حرفه‌ای
وحید پیمان فعالیت روزنامه‌نگاری خود را در سال ۲۰۰۳ با همکاری در تلویزیون ملی افغانستان آغاز کرد. پس از آن، او در روزنامه ۸ صبح به عنوان خبرنگار و مدیر مشغول به کار شد و بعدها به سردبیری این روزنامه رسید. او همچنین به عنوان رئیس شورای مشورتی شهرداری هرات فعالیت داشت و در این سمت به مسائل شهری و اجتماعی رسیدگی می‌کرد.

### مهاجرت به آلمان
با تسلط دوباره طالبان بر افغانستان در سال ۲۰۲۱، وحید پیمان به دلیل تهدیدهای امنیتی، افغانستان را ترک کرد. او در حال حاضر در شهر هامبورگ آلمان اقامت دارد و به فعالیت‌های روزنامه‌نگاری، تحقیقاتی و حمایت از حقوق بشر ادامه می‌دهد. پیمان در آلمان از طریق همکاری با رسانه‌های بین‌المللی و ایجاد کمپین‌های حقوق بشری، به انتقال صدای مردم افغانستان به جهان کمک می‌کند.

## فعالیت‌های حقوق بشری
وحید پیمان یکی از فعالان برجسته در حمایت از رسانه‌ها و آزادی بیان است. پس از آغاز محدودیت‌های شدید طالبان بر رسانه‌ها در افغانستان و وضع قوانین سختگیرانه علیه آزادی بیان، او از نخستین کسانی بود که برای تغییر این وضعیت دادخواهی کرد.
او همچنین پس از بسته شدن مکاتب دخترانه بالاتر از مقطع ابتدایی توسط طالبان، تلاش‌های بسیاری از طریق رسانه‌ها و حتی ایجاد کمپین‌هایی در شبکه‌های اجتماعی انجام داد تا صدای دختران افغان را به گوش مردم و دولتمردان جهان برساند.
در اکتبر ۲۰۲۳، پس از زمین‌لرزه شدید در هرات، وحید پیمان به یکی از مراجع اصلی اطلاع‌رسانی و مصاحبه با کارشناسان تبدیل شد. در حالی که طالبان اطلاعات دقیقی به مردم ارائه نمی‌دادند و معتقد بودند که زمین‌لرزه «امری الهی» است و نیازی به تحقیق و تفحص نیست، پیمان با انتشار اطلاعات از طریق پلتفرم‌های شبکه‌های اجتماعی به میلیون‌ها باشنده هرات کمک کرد تا از شرایط و رویدادهای مربوط به زلزله آگاه شوند.